# Valerio Adami
Valerio Adami (Bolonya, 17 de març 1935) és un pintor, dissenyador i gravador Italià que basa el seu estil en el cubisme. Valerio Adami es singularitza pel seu personal estil, síntesi de Cubisme, Pop art i Futurisme.

## Biografia
Rep una sòlida formació a l'estudi d'Achille Funi, a la Accademia di Belle Arti di Brera, de Milà (1951-1954). El 1957 es va instal·lar a París, i a partir de llavors desenvolupa la seva activitat a cavall entre França i Itàlia.
El seu estil inicial és expressionista, sota influència de Roberto Matta i les tires de còmic. Protagonitza la seva primera exposició important el 1962 (Londres, Institute of Contemporary Art), i aviat participa a la Documenta III de Kassel.
A mitjans dels 60, Adami fixa el seu estil més conegut, d'influència pop: imatges estilitzades, perfilades en negre sobre àrees d'intensos colors plans. El seu procés creatiu arrenca de fotografies i altres imatges del seu entorn, que esmicola, combina i presenta en formes esquemàtiques. El seu èxit és ràpid, i el 1968 representa a Itàlia en la Biennal de Venècia.
En aquesta època, decora amb quatre grans murals la seu del First Bank a Madison (Wisconsin, EUA)
La seva etapa més recent, a partir dels 80, se centra en la creació d'espais fantàstics on revitalitza els mites de la cultura occidental des Ovidi, plasmant al · lusions a la bellesa, la creativitat, el desig i el sexe.
El 1993 es crea l'Acadèmia-Fundació Adami a Liechtenstein.

## Obra
Les imatges creades per Adami ofereixen sovint fragments de la societat moderna, objectes trets de context i perspectiva i que així semblen noves. En els seus primers anys d'estilpop, crea visions d'espais deserts, però posteriorment representa personatges de la cultura moderna com Sigmund Freud i James Joyce.

## Exposicions rellevants
El 1985 se li dedica una antològica al Centre Georges Pompidou de París i al Commune de Milà. Cal destacar altres exposicions a Boston, Brussel·les, Hamburg, Mèxic, Jerusalem, París (Musee d'Art Moderne de la Ville) i Milà (Palazzo Reale).
El 2005, se li dedica una exposició de dibuixos a Madrid. No obstant això, la seva presència en col·leccions espanyoles és molt limitada. El 2010 es va fer una exposició retrospectiva al Boca Raton Museum of Art.
S'esmenten obres seves a l'IVAM de València, que li havia dedicat una mostra individual a finals dels 90. També hi té obra al MACBA de Barcelona.